# Konklawe 1471
Konklawe 6–9 sierpnia 1471 – konklawe, które odbyło się po śmierci papieża Pawła II i zakończyło się wyborem Sykstusa IV.

## Śmierć Pawła II
Paweł II zmarł na zawał serca w dniu 26 lipca 1471 w wieku 54 lat. Jego główną troską była walka z zagrożeniem tureckim dla Europy. Na tym polu nie odniósł jednak spektakularnych sukcesów, a w chwili jego śmierci zagrożenie to było prawdopodobnie bardziej realne niż kiedykolwiek przedtem – tureckie wyprawy grabieżcze zapuszczały się aż po południowo-wschodnie rejony Świętego Cesarstwa Rzymskiego. Obradujący w tym roku Sejm Rzeszy w Ratyzbonie, mimo nalegań papieskiego legata kardynała Francesco Piccolominiego, nie podjął żadnych decyzji o zorganizowaniu oporu. Okres sediswakancji tradycyjnie był w Rzymie i na terytoriach papieskich okresem bezprawia i spontanicznych rewolt, nie inaczej było i tym razem – do niepokojów doszło w prowincji Romanii i w samym Rzymie. Urząd kamerlinga Świętego Kościoła Rzymskiego, odpowiedzialny za utrzymanie spokoju podczas wakatu na tronie piotrowym, pozostawał nieobsadzony od śmierci kardynała Ludovico Trevisana w 1465.

## Lista uczestników
Na przełomie lipca i sierpnia 1471 Święte Kolegium Kardynałów liczyło 25 członków, jednak w konklawe wzięło udział jedynie 18:
- Bessarion OBas; Kardynał z Nicei[4] (nominacja kardynalska: 18 grudnia 1439) – kardynał biskup Sabiny; komendatariusz kościoła prezbiterialnego Ss. XII Apostoli; prymas Świętego Kolegium Kardynałów; tytularny patriarcha Konstantynopola; tytularny arcybiskup Teb
- Guillaume d’Estouteville; Kardynał z Rouen[4] (18 grudnia 1439) – kardynał biskup Ostia e Velletri; komendatariusz kościoła prezbiterialnego S. Pudenziana; arcybiskup Rouen; administrator diecezji Saint-Jean-de-Maurienne; archiprezbiter bazyliki liberiańskiej; protektor Zakonu Krzyżackiego
- Latino Orsini (20 grudnia 1448) – kardynał biskup Tusculum; komendatariusz kościoła prezbiterialnego Ss. Giovanni e Paolo; administrator archidiecezji Bari; archiprezbiter bazyliki laterańskiej; komendatariusz opactw terytorialnych Farfa i S. Vincenzo al Volturno
- Filippo Calandrini; Kardynał z Bolonii[4] (20 grudnia 1448) – kardynał biskup Albano; komendatariusz kościoła prezbiterialnego S. Lorenzo in Lucina; biskup Bolonii; penitencjariusz większy; kamerling Świętego Kolegium Kardynałów
- Angelo Capranica; Kardynał S. Croce[4] (5 marca 1460) – kardynał prezbiter S. Croce in Gerusalemme
- Berardo Eroli; Kardynał ze Spoleto[4] (5 marca 1460) – kardynał prezbiter S. Sabina; biskup Spoleto
- Niccolò Fortiguerra; Kardynał z Teano[4] (5 marca 1460) – kardynał prezbiter S. Cecilia; biskup Teano
- Bartolomeo Roverella; Kardynał z Rawenny[4] (18 grudnia 1461) – kardynał prezbiter S. Clemente; arcybiskup Rawenny; legat apostolski w Umbrii; komendatariusz opactwa terytorialnego Vangadizza
- Giacomo Ammannati-Piccolomini; Kardynał z Pawii[4] (18 grudnia 1461) – kardynał prezbiter S. Crisogono; biskup Pawii
- Oliviero Carafa; Kardynał z Neapolu[4] (18 września 1467) – kardynał prezbiter S. Eusebio; arcybiskup Neapolu
- Amico Agnifilo; Kardynał z Aquili[4] (18 września 1467) – kardynał prezbiter S. Maria in Trastevere; biskup Aquili
- Marco Barbo; Kardynał S. Marco[4] (18 września 1467) – kardynał prezbiter S. Marco; patriarcha Akwilei; wielki przeor zakonu joannitów w Rzymie; komisarz Kamery Apostolskiej
- Francesco della Rovere OFM; Kardynał S. Pietro in Vincoli[4] (18 września 1467) – kardynał prezbiter S. Pietro in Vincoli
- Rodrigo Borgia; Kardynał Wicekanclerz[4] (20 lutego 1456) – kardynał diakon S. Nicola in Carcere Tulliano; komendatariusz diakonii S. Maria in Via Lata; protodiakon Świętego Kolegium Kardynałów; wicekanclerz Świętego Kościoła Rzymskiego; administrator diecezji Walencji
- Francesco Gonzaga; Kardynał z Mantui[4] (18 grudnia 1461) – kardynał diakon S. Maria Nuova; komendatariusz diakonii S. Agata in Suburra; administrator diecezji Mantui; legat apostolski w Bolonii
- Teodoro Paleologo di Monferrato; Kardynał z Monferrato[4] (18 września 1467) – kardynał diakon S. Teodoro
- Giovanni Battista Zeno; Kardynał S. Maria in Portico[4] (21 listopada 1468) – kardynał diakon S. Maria in Portico; biskup Vicenzy; archiprezbiter bazyliki watykańskiej
- Giovanni Michiel; Kardynał z Werony[4] (21 listopada 1468) – kardynał diakon S. Lucia in Septisolio; biskup Werony

15 elektorów było Włochami; Bessarion był Grekiem, d’Estouteville Francuzem, a Borgia Hiszpanem. Siedmiu z nich mianował Paweł II, sześciu Pius II, jednego Kalikst III, a po dwóch Mikołaj V i Eugeniusz IV.

### Nieobecni
Siedmiu kardynałów nie uczestniczyło w wyborze następcy Pawła II, w tym 4 Francuzów, Włoch, Anglik i Hiszpan:
- Alain de Coëtivy; Kardynał z Awinionu[4] (20 grudnia 1448) – kardynał biskup Palestriny; komendatariusz kościoła prezbiterialnego S. Prassede; biskup Awinionu; administrator diecezji Dol-de-Bretagne
- Jean Rolin; Kardynał z Autun[4] (20 grudnia 1448) – kardynał prezbiter S. Stefano al Monte Celio; protoprezbiter Świętego Kolegium Kardynałów; biskup Autun
- Luis Juan del Milà y Borja; Kardynał z Léridy[4] (20 lutego 1456) – kardynał prezbiter Ss. IV Coronati; biskup Léridy
- Jean Jouffroy OSBCluny; Kardynał z Albi[4] (18 grudnia 1461) – kardynał prezbiter Ss. Silvestro e Martino; biskup Albi
- Thomas Bourchier; Kardynał z Canterbury[4] (18 września 1467) – kardynał prezbiter S. Ciriaco alle Terme; arcybiskup Canterbury i prymas Anglii
- Jean Balue; Kardynał z Angers[4] (18 września 1467) – kardynał prezbiter S. Susanna; biskup Angers
- Francesco Todeschini-Piccolomini; Kardynał ze Sieny[4] (5 marca 1460) – kardynał diakon S. Eustachio; administrator archidiecezji Sieny; legat papieski w Niemczech

Po dwóch spośród tych kardynałów zostało mianowanych przez Mikołaja V, Piusa II i Pawła II, jeden przez Kaliksta III. Kardynał Balue przebywał wówczas w więzieniu na zamku Onzain koło Blois, gdzie został osadzony za zdradę, jakiej miał się dopuścić wobec króla Francji Ludwika XI.

## Problem kardynałówin pectore
W chwili śmierci Pawła II żyło czterech duchownych, którzy zostali przez niego mianowani w sekrecie (in pectore), a ich nominacji zmarły papież nigdy nie opublikował oficjalnie. Byli to:
- János Vitéz, arcybiskup Ostrzyhomia
- Pietro Foscari, protonotariusz apostolski
- Ferry de Clugny, biskup Tournai
- Giovanni Battista Savelli, protonotariusz apostolski

Paweł II nakazał Świętemu Kolegium dopuszczenie ich do udziału w konklawe bez względu na to, czy do tego czasu ich nominacje będą ogłoszone czy też nie. Jednakże po śmierci papieża kardynałowie poszli za radą Latino Orsiniego i odmówili sekretnym nominatom uprawnień elektorskich stwierdzając, że wobec niedopełnienia wszystkich koniecznych obrzędów ich nominacje nie doszły w ogóle do skutku.

## Kandydaci na papieża
Święte Kolegium było podzielone na dwie duże frakcje: „Pieschi” i „Paoleschi”, tj. kardynałów mianowanych przez Piusa II i Pawła II. Wśród pierwszych do papabile zaliczano przede wszystkim kardynała Fortiguerra, a w dalszej kolejności także Eroli, Ammannati i Roverella. Kandydatami tych drugich byli Agnifilo i della Rovere. Ponadto za papabile byli uważani nienależący do żadnej z tych dwóch frakcji Bessarion, Orsini oraz d’Estouteville.

## Przebieg konklawe
Konklawe rozpoczęło się 6 sierpnia 1471 z udziałem 17 kardynałów. Dopiero następnego dnia dołączył chory kardynał Ammanati. Tradycyjnie już kardynałowie podpisali kapitulację wyborczą, jednak jej szczegółowe postanowienia nie są znane; wiadomo tylko, że zobowiązywała elekta do kontynuowania wysiłków zbrojnych przeciwko Turcji.
Przebieg konklawe, z uwagi na skąpą liczbę źródeł, nie jest zbyt dobrze znany. Prawdopodobnie odbyły się tylko dwa głosowania (8 i 9 sierpnia). Zgodnie z ówczesnymi regułami kardynałowie mogli wskazywać nawet po kilku kandydatów naraz, zaznaczając kolejność preferencji. Według raportu ambasadora mediolańskiego Nikodema de Pontremoli oraz spisanej kilka lat później relacji kardynała Ammannatiego wielu kardynałów początkowo ukrywało swoje rzeczywiste preferencje w trakcie głosowań i oddawało głosy na swych kolegów po to, by zyskać ich przychylność i skłonić do głosowania na prawdziwych faworytów. W pierwszym głosowaniu najwięcej głosów uzyskał Bessarion, a w dalszej kolejności d’Estouteville, Orsini i Ammannati. Uformował się silny blok popierający Bessariona, który tworzyli d’Estouteville, Calandrini, Capranica i Ammannati. Przeciwko tej kandydaturze mieli jednak działać Borgia, Gonzaga i Orsini i w rezultacie Bessarion nie uzyskał wymaganej większości.
W drugim głosowaniu 9 sierpnia najwięcej głosów, bo aż dziewięć, uzyskał kardynał Francesco della Rovere. W wyniku ustnego akcesu uzyskał on kolejne trzy głosy, wystarczające do wyboru na papieża. Szczegółowe wyniki tego głosowania przedstawiały się następująco:
| Kandydat                 | Liczba głosów | Głosujący |
| ------------------------ | ------------- | --- |
| Bessarion                | 6             | 1. Marco Barbo; 2. Oliviero Carafa; 3. Guillaume d’Estouteville; 4. Filippo Calandrini; 5. Angelo Capranica; 6. Giacomo Ammannati |
| Guillaume d’Estouteville | 6             | 1. Francesco Gonzaga; 2. Teodoro di Monferrato; 3. Bessarion; 4. Filippo Calandrini; 5. Angelo Capranica; 6. Giacomo Ammannati |
| Latino Orsini            | 2             | 1. Giovanni Michiel; 2. Francesco della Rovere |
| Filippo Calandrini       | 7             | 1. Teodoro di Monferrato; 2. Bartolomeo Roverella; 3. Bessarion; 4. Guillaume d’Estouteville; 5. Giacomo Ammannati; 6. Angelo Capranica; 7. Francesco della Rovere                                                                                               |
| Angelo Capranica         | 4             | 1. Bessarion; 2. Guillaume d’Estouteville; 3. Filippo Calandrini; 4. Francesco della Rovere |
| Berardo Eroli            | 3             | 1. Niccolò Fortiguerra; 2. Marco Barbo; 3. Oliviero Carafa |
| Niccolò Fortiguerra      | 6             | 1. Teodoro di Monferrato; 2. Bartolomeo Roverella; 3. Amico Agnifilo; 4. Latino Orsini; 5. Berardo Eroli; 6. Francesco della Rovere |
| Bartolomeo Roverella     | 7             | 1. Battista Zeno; 2. Oliviero Carafa; 3. Rodrigo Borgia; 4. Filippo Calandrini; 5. Latino Orsini; 6. Berardo Eroli; 7. Francesco della Rovere |
| Giacomo Ammannati        | 3             | 1. Teodoro di Monferrato; 2. Bessarion; 3. Filippo Calandrini |
| Oliviero Carafa          | 1             | 1. Bartolomeo Roverella |
| Amico Agnifilo           | 4             | 1. Giovanni Michiel; 2. Battista Zeno; 3. Teodoro di Monferrato; 4. Francesco della Rovere |
| Marco Barbo              | 1             | 1. Amico Agnifilo |
| Francesco della Rovere   | 12 (9 + 3)    | 1. Giovanni Michiel; 2. Teodoro di Monferrato; 3. Battista Zeno; 4. Bartolomeo Roverella; 5. Niccolò Fortiguerra; 6. Amico Agnifilo; 7. Bessarion; 8. Filippo Calandrini; 9. Latino Orsini Akces: 1. Rodrigo Borgia; 2. Guillaume d’Estouteville; 3. Marco Barbo |
| Rodrigo Borgia           | 1             | 1. Francesco Gonzaga |
| Francesco Gonzaga        | 2             | 1. Teodoro di Monferrato; 2. Guillaume d’Estouteville |

## Początek pontyfikatu Sykstusa IV
Francesco della Rovere przyjął wybór i przybrał imię Sykstus IV na cześć papieża Sykstusa II. Inauguracja pontyfikatu miała miejsce 25 sierpnia. Ponieważ della Rovere nie był jeszcze biskupem, wpierw przyjął sakrę biskupią z rąk kardynała biskupa Ostii Guillaume d’Estouteville, a następnie został koronowany przez protodiakona Rodrigo Borgię.
Jeszcze przed koronacją Sykstus IV wydał pierwsze rozporządzenia. Między innymi kardynał Francesco Gonzaga otrzymał od nowego papieża bogate opactwo S. Gregorio al Montecelio, co prawdopodobnie zapoczątkowało pogłoskę, jakoby Gonzaga w największym stopniu przyczynił się do wyboru kardynała della Rovere. Zachowana dokumentacja wskazuje jednak, że Gonzaga nie głosował na della Roverę, a decydujące dla jego wyboru głosy oddali Borgia, d’Estouteville i Barbo.